# Viridiana

Copertina del DVD

Viridiana è un film del 1961 diretto da Luis Buñuel, vincitore della Palma d'oro come miglior film al 14º Festival di Cannes, ex aequo con il film L'inverno ti farà tornare di Henri Colpi.

## Trama
Il film è incentrato su Viridiana, una giovane novizia in procinto di prendere i voti, mandata dalla Madre superiora a visitare suo zio Don Jaime, ultimo parente rimastole e che le aveva pagato gli studi. Dopo qualche giorno nella sua villa in campagna, Don Jaime, convinto che la giovane assomigli alla moglie morta anni prima, tenta di sedurla. Viridiana tenta di fuggire ma Jaime la costringe a rimanere con l'aiuto della serva Ramona, che le somministra un narcotico. Jaime prende in considerazione l'idea di violentarla nel sonno, ma poi decide altrimenti. Il mattino seguente comunica però a Viridiana di averla violentata, utilizzando l'argomentazione della verginità perduta per convincerla a rimanere. Don Jaime ottiene però la reazione opposta e Viridiana, disgustata, abbandona la tenuta diretta al convento. Poco dopo, le autorità la fermano per comunicarle che lo zio si è impiccato.
Viridiana decide quindi di trasferirsi nella villa appena ereditata, raccoglie alcuni poveri del villaggio più vicino e li fa sistemare in un edificio nella tenuta. Rifiutandosi di tornare al convento, la giovane decide di dedicarsi totalmente all'educazione morale e religiosa dell'assortito gruppo di senza tetto. Nel frattempo anche il figlio di Don Jaime, Jorge, si trasferisce nella villa con la sua fidanzata, Lucia. Come il padre, Jorge tenta di sedurre Viridiana, che lo rifiuta con decisione.
Quando Viridiana e Jorge si assentano dalla villa per recarsi da un notaio, i poveri decidono di entrare, inizialmente solo per dare un'occhiata. Di fronte al lusso alto-borghese dell'edificio e alle abbondanti provviste alimentari, la situazione degenera velocemente in un'orgia di cibo, sesso e alcool. Durante l'orgia, accompagnata musicalmente dal Messiah di Händel, i mendicanti si ritraggono seduti al tavolo, in una composizione molto simile all'Ultima Cena di Leonardo da Vinci.
I proprietari della villa tornano prima del previsto e rimangono scioccati di fronte al caos che regna indisturbato. Mentre alcuni mendicanti si scusano frettolosamente e abbandonano la villa, Jorge viene aggredito da un mendicante che tenta di accoltellarlo, mentre un altro gli rompe una bottiglia sulla testa, facendogli perdere i sensi. I due tentano di violentare Viridiana, ma Jorge, riacquistati i sensi, riesce a convincere uno dei due aggressori a uccidere l'altro, salvando la giovane.
Nella conclusione, la figlia di Ramona brucia la corona di spine che Viridiana portava nel bagaglio, poi Viridiana si scioglie i capelli, e bussa alla porta della camera da letto di Jorge. Sulle note del brano pop Shimmy Doll riprodotto dal grammofono, Jorge dice a Viridiana che stava solo giocando a carte con Ramona e la invita a unirsi a loro.

## Humour e censura
È stato scritto che «la scena più ferocemente blasfema riguarda i mendicanti, (...) essa termina con una fotografia di gruppo scattata da una mendicante che oscenamente alza la gonna mentre riprende la scena» e tale modo di impressionare, che nel film interessa l'Ultima Cena leonardesca, è ricorrente nella storia dell'arte: in un'incisione seicentesca che illustra Le diable Papefiguière di Jean de La Fontaine una «giovane contadina beffa il diavolo mostrandogli la vagina». La vagina che impressiona e spaventa è presente anche a Milano, a Porta Tosa in un bassorilievo medievale. Viridiana incappò nelle maglie della censura. «Accusato di blasfemia e censurato in Spagna, venne duramente attaccato anche dal Vaticano».
A proposito di questo film è stato scritto che, in un clima da sagrestia, lo «humour di Buñuel è incantevole». E ancora: «Come Nazarin Viridiana è una "santa" le cui virtù sono causa di terribili disgrazie, per lei come per altri». Ugo Casiraghi nel 1961, su Cinema Nuovo (n. 151), ha scritto: «la carità non solo è inutile, ma dannosa». Carlos Fuentes nel 1962, sulla stessa rivista (n. 155), annota che «Due illusioni muoiono contemporaneamente: l'illusione cristiana di Viridiana e l'illusione anarchica dei mendicanti».

## Riconoscimenti
- Palma d'oro al Festival di Cannes 1961